# Johann Hofer
Johann Hofer (ur. 1 stycznia 1967) – austriacki narciarz alpejski, dwukrotny medalista mistrzostw świata juniorów.

## Kariera
Po raz pierwszy na arenie międzynarodowej Johann Hofer pojawił się w 1984 roku, startując na mistrzostwach świata juniorów w Sugarloaf. Austriak zwyciężył tam w kombinacji, wyprzedzając bezpośrednio Włocha Lucę Pesando i Finna Christiana Jagge z Norwegii. Podczas rozgrywanych rok później mistrzostw świata juniorów w Jasnej zdobył brązowy medal w slalomie gigancie, w którym lepsi okazali się jedynie Robert Žan z Jugosławii oraz kolejny Austriak, Bernd Stöhrmann. Na tej samej imprezie zajął także 31. miejsce w zjeździe. Hofer nigdy nie wywalczył punktów do klasyfikacji generalnej w zawodach Pucharu Świata. Nigdy też nie startował na igrzyskach olimpijskich ani mistrzostwach świata.

## Osiągnięcia

### Mistrzostwa świata juniorów
| Miejsce | Dzień     | Rok  | Miejscowość | Konkurencja | Czas biegu  | Strata  | Zwycięzca          |
| ------- | --------- | ---- | ----------- | ----------- | ----------- | ------- | ------------------ |
| 1.      | 20 lutego | 1984 | Sugarloaf   | Kombinacja  | ?           | –       | –                  |
| 31.     | 28 lutego | 1985 | Jasná       | Zjazd       | 1:18,01 min | +3,78 s | Giorgio Piantanida |
| 3.      | 2 marca   | 1985 | Jasná       | Gigant      | 2:17,55 min | +1,65 s | Robert Žan         |